# سرخ گزی (ایرندگان)
سرخ گزی روستایی در دهستان کهنوک بخش ایرندگان شهرستان خاش استان سیستان و بلوچستان ایران است.

## جمعیت
بر پایه سرشماری عمومی نفوس و مسکن در سال ۱۳۹۵ جمعیت این مکان ۳۴۷ نفر (۸۹خانوار) بوده‌است.